# Test di preparazione ai mondiali di rugby 2003
Nell'ottobre-novembre 2003 è in programma in Australia, la V edizione della Coppa del Mondo di rugby a 15. Pertanto un po' tutte le squadre si dedicano alla preparazione anche con confronti tra loro.
- Le Isole Figi, si recano in Tour prima in Nuova Zelanda, poi in Sudamerica:

| Christchurch 3 agosto 2003 | Canterbury Dev XV | 17 – 46 | Figi XV |  |

| Christchurch 6 agosto 2003 | Canterbury Dev XV | 38 – 41 | Figi XV |  |

| Blenheim 9 agosto 2003 | Marlborough | 12 – 75 | Figi XV |  |

| 13 agosto 2003 | Uruguay | 3 – 24 | Figi |  |

| Cordoba 18 agosto 2003 | Argentina | 49 – 30 | Figi |  |

| Santiago del Cile 24 agosto 2003 | Cile | 16 – 41 | Figi |  |

- Test tra squadre europee:

| Dublino 16 agosto 2003 | Irlanda | 35 – 12 | Galles | Lansdowne Road |

| Lilla 22 agosto 2003 | Francia | 56 – 8 | Romania |  |

| Edimburgo 23 agosto 2003 | Scozia | 47 – 15 | Italia | Murrayfield |

| Cardiff 23 agosto 2003 | Galles | 9 – 43 | Inghilterra | Millennium Stadium |

| Wrexham 27 agosto 2003 | Galles | 54 – 8 | Romania |  |

| Dublino 30 agosto 2003 | Irlanda | 61 – 6 | Italia | Lansdowne Road |

| Marsiglia 30 agosto 2003 | Francia | 17 – 16 | Inghilterra | Velodrome |

| Cardiff 30 agosto 2003 | Galles | 23 – 9 | Scozia | Millennium Stadium |

| Asti 6 settembre 2003 | Italia | 31 – 22 | Georgia |  |

| Londra 6 settembre 2003 | Inghilterra | 45 – 14 | Francia | Twickenham |

| Edimburgo 6 settembre 2003 | Scozia | 10 – 29 | Irlanda | Murrayfield |

- Campionato Panamericano:

| Buenos Aires 30 agosto 2003 | Argentina | 62 – 22 | Canada |  |

| Buenos Aires 27 agosto 2003 | Argentina | 57 – 0 | Uruguay |  |

| Buenos Aires 23 agosto 2003 | Argentina | 42 – 8 | Stati Uniti |  |

- Altri test:

| 13 agosto 2003 | Uruguay XV | 27 – 46 | Blue Bulls |  |

| Narbonne 15 agosto 2003 | Narbonne | 29 – 7 | Romania XV |  |

| Biarritz 26 agosto 2003 | Biarritz Olimpique | 21 – 0 | Georgia XV |  |

| Tucuman 12 settembre 2003 | Tucuman | 0 – 72 | Argentina XV |  |

| Bloemfontein 16 settembre 2003 | Sudafrica XV | 45 – 24 | Cheetahs |  |

| Belluno 17 settembre 2003 | Italia XV | 88 – 0 | Auckland Rifles College XV |  |

| Rosario 19 settembre 2003 | Argentina XV | 54 – 10 | Rosario |  |

| Narbonne 21 settembre 2003 | Francia XV | 83 – 12 | Barbarians Francesi | L'Egassarial |